# Cymus aurescens
Cymus aurescens (Syn.: C. obliquus) ist eine Art der Wanzen aus der Familie der Cymidae.

## Merkmale
Die Wanzen werden 3,7 bis 4,3 Millimeter lang. Die Unterscheidung der Arten der Gattung Cymus ist nicht einfach. Cymus aurescens hat dunkle Flecken auf der Cubitalader der Flügel, die schräg zu den Flügelrändern liegen und auf diese zeigen. Bei der ähnlichen Art Cymus glandicolor verlaufen die Flecken ungefähr parallel zu den Flügelrändern und zeigen zur Basis des Coriums der Hemielytren.

## Verbreitung und Lebensraum
Die Art ist in Europa vom Nordrand des Mittelmeerraumes bis in den Süden Skandinaviens und weiter östlich bis Sibirien und über Zentralasien bis nach China verbreitet. Sie fehlt im Südwesten Europas. Sie ist in Mitteleuropa weit verbreitet und insbesondere in Süddeutschland sehr häufig. Die Art besiedelt offene bis halbschattige Lebensräume in Mooren und Feuchtwiesen oder auch am Rand von Gewässern, wo sie häufig gemeinsam mit Cymus glandicolor vergesellschaftet ist.

## Lebensweise
Die Tiere leben in der Regel an verschiedenen Sauergrasgewächsen (Cyperaceae), wie z. B. Simsen (Scirpus) und Teichbinsen (Schoenoplectus). Häufig findet man sie auf Wald-Simse (Scirpus sylvaticus). Seltener findet man sie auch auf Binsengewächsen (Juncaceae), wie z. B. Blaugrüner Binse (Juncus inflexus). Durch die Feuchtebedürfnisse ihrer Nahrungspflanzen sind sie die in Mitteleuropa am stärksten an feuchte Lebensräume gebundene Art ihrer Gattung.

## Belege